# 上浦町 (愛媛県)
上浦町（かみうらちょう）は、かつて愛媛県の東予地方にあった町である。越智郡に属した。
詳細は島としての大三島のページを参照。

## 地理
芸予諸島の大三島の東部に位置する。
地名の由来
藩政期、大三島には島の東西に年貢を納める蔵があり、東側は井口地区にあった。このため、上の倉（上倉）と呼ばれるようになり、これが上浦となった。なお、西側の下の倉は大三島町野ノ江地区にあったといわれているが、明治時代頃までは高齢者には下倉と呼ぶ人もあったといわれている。
上浦町教育委員会（編）『上浦のこみち』（第三版、2004年3月）を参考とした。

## 歴史
近世
- 1713年（正徳3年） - 下見吉十郎により甘藷伝来。

近代
- 明治のはじめ - 瀬戸村、甘崎村（あまざきむら）、井口村（いのくちむら）、盛村（さかりむら）の4箇村。
- 1889年（明治22年）12月15日 - 瀬戸崎村と盛口村（もりぐちむら）に。
- 1900年（明治33年） - この頃よりウンシュウミカン、除虫菊の栽培始まる。
- 1940年（昭和15年） - 井口-盛の海岸道路（後に県道）開通。
- 1951年（昭和26年） - ルース台風による被害、災害救助法適用。
- 1954年（昭和29年） - 入浜式塩田から流下式塩田へ切り替え。
- 1955年（昭和30年）3月31日 - 両村の合併により上浦村となる。
- 1957年（昭和32年） - 井口地区の軍用用地及び燃料タンクが丸善石油に払い下げられる。
- 1957年 - 井ノ口港-宮浦間のバス運行始まる。
- 1958年（昭和33年） - この頃よりプロパンガス普及し始める。
- 1961年（昭和36年）7月27日 - 鼻栗瀬戸において鉄道連絡船と愛媛汽船の愛媛丸が衝突、愛媛丸沈没。

町制施行以降
- 1964年（昭和39年）4月1日 - 町制施行、上浦町となる。
当時の人口6796人、世帯数1754世帯
- 1965年（昭和40年） - 今治・尾道鉄道連絡船、瀬戸港へ寄航開始。
- 1966年（昭和41年） - 今治-上浦間にフェリー就航。
- 1966年　農村集団電話の架設。
- 1967年（昭和42年） - 瀬戸内海大橋架橋島しょ部促進大会開催（瀬戸崎中学校）。
- 1968年（昭和43年） - 盛へバス開通。
- 1969年（昭和44年） - 今治-尾道間の水中翼船の井口港寄航開始。
- 1970年（昭和45年） - 過疎地域指定。
- 1975年（昭和50年）頃 - 松くい虫の被害広がる（ - 昭和54年）。
- 1979年（昭和54年） - 大三島橋開通。
- 1988年（昭和63年） - 今治-瀬戸間フェリー航路廃止、第三セクターにて快速船運航開始。
伯方・大島大橋開通に伴うもの
- 1988年9月 - コスモ松山石油大三島油槽所閉鎖。
- 1990年（平成2年）3月 - タオル工場立地、操業開始。
- 1990年8月 - 多々羅大橋起工式。
- 1990年10月 - 国民文化祭愛媛の行事にて皇太子徳仁親王来町。
- 1991年（平成3年） - ふるさと創生事業にて温泉掘削開始（後の多々羅温泉）。
- 1991年 - 第1回サマーフェスタinかみうら開催。
- 1992年（平成4年） - 台ダム完成（島しょ部4町の上水道等の水源）。
- 1992年4月 - 井口 - 垂水（生口島）間にフェリー就航。
- 1995年（平成7年）5月 - 多々羅温泉開館。
- 1996年（平成8年） - 金子司町長死去に伴い高橋幸意町長就任。
- 1997年（平成9年）4月 - 農業協同組合の広域合併により越智・今治農業協同組合発足。
- 1999年（平成11年）3月 - 瀬戸崎小学校・井口小学校・盛小学校閉校、町内1小学校に。
- 1999年 - 多々羅地区の一連の観光施設オープン、第三セクター「多々羅夢岬」開業。
- 1999年5月 - 多々羅大橋開通、瀬戸内しまなみ海道開通。
開通に伴い、快速船今治-瀬戸航路廃止、井口-垂水フェリー航路廃止、井口-三原航路第三セクター方式で運航開始（御島運輸有限会社）、県境を越えての高速バス運行開始（大三島バスストップの利用開始）

## 行政
歴代町長
- 初代　 松岡一寿（1955年（昭和30年）4月 - 1963年昭和38年4月）
- 第2代　先田通夫（1963年5月 - 1975年（昭和50年）1月）のちに愛媛県議会議員
- 第3代　簣戸嘉太郎（1975年2月 - 1977年（昭和52年）9月）
- 第4代　松岡久雄（1977年10月 - 1993年（平成5年）1月）
- 第5代　金子司（1993年2月 - 1996年（平成8年）2月）
- 第6代　高橋幸意（1996年3月 - 2000年（平成12年）3月）
- 第7代　小野功（おの　つとむ、2000年3月 - 合併まで）

市町村合併の経緯
隣接する大三島町とほぼ同じ事情のため、大三島町のページを参照のこと。

## 教育
町内に高等学校はない。同じ大三島内に愛媛県立今治北高等学校大三島分校（旧・愛媛県立大三島高等学校）がある。

## 交通

### 航路
- 盛漁港

フェリーにより竹原市（広島県）と結ばれている。

#### 鼻栗の瀬戸
「伊予路沖乗り」と呼ばれる芸予諸島の沖合を一気に駆け抜ける航路。大三島と伯方島の間。潮が渦巻く激流の海域であるが、難所の来島海峡や船折の瀬戸を避けることができる。岩城から御手洗に通じる。大字瀬戸。

### 鉄道
町内に鉄道はない。最寄り駅はJR忠海駅である。このほか航路のあったJR今治駅、三原駅などが使われた。

### 道路
高速道路
- 西瀬戸自動車道（しまなみ海道）
  - 町内にあるインターチェンジ：大三島インターチェンジ

国道
- 国道317号

県道
- 県道21号
- 県道51号

道の駅
- 上浦町多々羅しまなみ公園

## 出身有名人
- 村上三島 - 書道家